# Kirchehrenbach
Kirchehrenbach är en kommun och ort i Landkreis Forchheim i Regierungsbezirk Oberfranken i förbundslandet Bayern i Tyskland.
Kommunen ingår i kommunalförbundet Kirchehrenbach tillsammans med kommunerna Leutenbach och Weilersbach.